# In the Hands of God
In the Hands of God é o décimo terceiro álbum de estúdio da banda Newsboys, lançado a 5 de Maio de 2009.
É o último disco do vocalista e fundador da banda, Peter Furler. Apesar de Peter ter gravado todas as músicas do álbum, o ex-vocalista dos dc Talk, Michael Tait, foi quem deu voz na promoção do álbum durante a turnê que se sucedeu ao lançamento da obra.

## Faixas
1. "The Way We Roll" - 3:27
2. "No Grave" - 3:44
3. "This Is Your Life" - 3:25
4. "Glorious" - 4:11
5. "In The Hands Of God" - 4:18
6. "The Upside" - 3:18
7. "My Friend Jesus" - 2:50
8. "Lead Me To The Cross" - 4:08
9. "Dance" - 3:35
10. "RSL 1984" - 4:34

## Tabelas
Álbum
| Tabela (2009)        | Posição |
| -------------------- | ------- |
| Billboard 200        | 28      |
| Top Christian Albums | 2       |